# さいだん座ミュー星
さいだん座μ星（さいだんざミューせい、μ Arae）はさいだん座にあり、太陽系からおよそ50光年離れた位置にある恒星。この星には4つの惑星が発見されていて、そのうちの3つは木星に匹敵する質量を持つ。最も内側の惑星は最初に発見された「ホット・ネプチューン」（Hot Neptune）もしくは「スーパーアース」（super-earth）である。

## 特徴
| 太陽 | さいだん座μ星 |
| ---- | ------------- |
| 太陽 | Exoplanet     |

さいだん座μ星は我々の太陽よりわずかに重く太陽質量の1.10倍と見積もられている。鉄の豊富さから金属量は太陽のおよそ2倍とされ、金属が豊富（メタル・リッチ）な星とされる。この星の半径は太陽の31.5%増し、その光度は75%増しと見積もられている。
星の誕生から時間が経つにつれ、彩層の活動は落ち着くと予想される。この活動度を基に理論モデルで計算すると、この星の年齢は約64億1000万年、もしくは14億5000万年と見積もられている。別に恒星進化論からの推定方法がある。この方法によると年齢は約44億年である。
この星のスペクトル型はG3IV–Vである。G3の部分はこの星が太陽（スペクトル型はG2V）に似た黄色い星であることを示す。星内部のコアで水素を使い果たし、主系列星から準巨星に進化している状態に入っているかもしれない。これは不確実な光度分類に反映されている。IVは準巨星、Vは主系列星（もしくは矮星）をしめしている。

## 惑星系

さいだん座μ星の惑星のうち外側の3惑星の軌道と我々の太陽系との比較。青は太陽系を示し一番外の円が木星軌道。中央の恒星はスケール通りでない。この図のスケールでは、最内部の惑星は中央の恒星の縁に位置することになる。

2001年、アングロ・オーストラリアン天文台の惑星探索チームはレチクル座ε星の惑星軌道要素と共にこの星の惑星系の発見を発表した。さいだん座μ星bと命名された惑星は公転周期743日で軌道離心率が大きいと考えられた。惑星の重力が恒星を引っ張る結果として視線速度が変化することを分析しこの発見は得られた。これは恒星のスペクトル線のドップラー効果を観測することによって計測される。更に第2の惑星の発見が2004年に公表され、これは現在はさいだん座μ星eとして知られる。この時、惑星の軌道要素は十分に同定されず、公転周期およそ8.2年、軌道離心率が大きいと考えられた。同2004年、小さい内惑星の発見が公表された。これは現在のさいだん座μ星cである。この惑星は天王星ほどの質量を持ち、公転周期が9日とされた。これは熱い天王星(hot Uranuses)クラスとして知られる惑星の最初の発見となった。この発見は高精度の視線速度観測によって生まれ、それは高精度視線速度惑星捜索（High Accuracy Radial Velocity Planet Searcher。略してHARPS）分光器により観測された。2006年にはKrzysztof GoździewskiとFrancesco Pepeの2つのチームによって独立に、視線速度の解析から4惑星のモデルが発表された。新しい惑星は現在はさいだん座μ星eと呼ばれ、およそ311日の公転周期で円に近い軌道を巡っている。 新しいモデルは既知の惑星の軌道要素も改訂した。それは以前より軌道離心率が小さくなり、惑星cの軌道のより強力な特徴となっている。惑星が4つ発見されたのはかに座55番星に次いで2番目である。
さいだん座μ星惑星系は9日で公転する天王星ほどの質量の内惑星と3つの大質量惑星からなる。その3惑星は巨大ガス惑星であり、円軌道に近い。それは他の太陽系外惑星が楕円軌道を描き、長い公転周期が典型的であることと対照を成している。天王星質量の惑星はクトニア惑星、つまり外層を星の放射ではがされた巨大ガス惑星のコア部分かもしれない。あるいはまた、さいだん座μ星惑星系の内側の領域で岩の多い「スーパーアース」として形成されたかもしれない。内側のガス惑星bとdは強い相互作用を受ける2:1軌道共鳴の近くに位置している。この系の最適解は実際に不安定である。シミュレーションはこの系が7800万年後に破壊されるのを示唆している。それはこの惑星系の推定年齢よりかなり短い。より安定した解はフィッティングが少し悪いデータに見つけることが出来、それはグリーゼ876の惑星系に似て、2惑星が共鳴状態のものも含んでいる。星間ディスクの観測がされたが、さいだん座μ星惑星系にカイパーベルトに類似のディスクの残骸の証拠を見つけられていない。もしカイパーベルトがあったとしても微かであり、現在の観測機器では見つけられないだろう。
巨大ガス惑星である惑星bはさいだん座μ星惑星系で液体の水が存在できる場所にある。これは地球のような惑星の形成を妨げる。しかし、その巨大ガス惑星を回る巨大衛星の表面に液体の水がある可能性は残る。一方、惑星の質量とその衛星系での見かけの相似則によって巨大衛星が巨大ガス惑星の回りに実際に形成されるかどうか、それは確かでない 。加えて恒星からの紫外線放射量は、どの居住可能な惑星も、また衛星も生体物質を形作る引き金になるには紫外線が十分でないかもしれない、ということを示唆している。惑星dは我々地球と似た量の紫外線を受けている。それゆえ紫外線は居住可能ゾーンではあるが、温度が高すぎて表面に液体の水は存在できないだろう。

### 命名に関する混乱
太陽系外惑星会議及び国際天文学連合では発見順にローマ字のbから順に命名することを確立している。Goździewski率いるチームはこの命名規則を使っていた。一方Pepe率いるチームは、惑星の特徴付けからその惑星の存在が確定してから順に指定する命名規則を提案していた。この当時、国際天文学連合では太陽系外惑星の命名規則を定めていなかったので、命名に関する問題は未解決であった。この惑星系に関してはPepeらの命名規則を採用した科学刊行物もあったため、2015年の命名に当たってはPepeらの命名法で整理されている。
| 名称 （恒星に近い順） | 質量        | 軌道長半径 （天文単位） | 公転周期 (日)   | 軌道離心率      | 軌道傾斜角 | 半径 |
| --------------------- | ----------- | ----------------------- | --------------- | --------------- | ---------- | ---- |
| c (Dulcinea)          | >0.03321 MJ | 0.09094                 | 9.6386 ± 0.0015 | 0.172 ± 0.04    | —          | —    |
| d (Rocinante)         | >0.5219 MJ  | 0.921                   | 310.55 ± 0.83   | 0.0666 ± 0.0122 | —          | —    |
| b (Quijote)           | >1.676 MJ   | 1.497                   | 643.25 ± 0.90   | 0.128 ± 0.017   | —          | —    |
| e (Sancho)            | >1.814 MJ   | 5.235                   | 4205.8 ± 758.9  | 0.0985 ± 0.0627 | —          | —    |

（名称はIAUと同様にPepeらの命名方法である）

## 名称
2015年に国際天文学連合によって太陽系外惑星系の名前の公募が行われた際にこの星系も募集の対象となった。2015年12月15日、国際天文学連合より、スペインのパンプローナ・プラネタリウムの提案を採用し、以下の名称を選定したことが発表された。
- 主星：Cervantes（セルバンテス） - 戯曲ドン・キホーテの作者であるスペインの作家ミゲル・デ・セルバンテスに由来。
  - μ星b：Quijote（キホーテ） - 戯曲ドン・キホーテの主人公ドン・キホーテ・デ・ラ・マンチャに由来。
  - μ星c：Dulcinea（ドゥルシネーア） - 戯曲ドン・キホーテの登場人物の一人、主人公が妄想する貴婦人ドゥルシネーア・デル・トボーソに由来。
  - μ星d：Rocinante（ロシナンテ） - 戯曲ドン・キホーテの主人公が乗る馬ロシナンテに由来。
  - μ星e：Sancho（サンチョ） - 戯曲ドン・キホーテの登場人物の一人、主人公の従者サンチョ・パンサに由来。